# Смит, Лайонел
Лайонел Смит (англ. Lionel Smith; 23 августа 1920 — 8 ноября 1980) — английский футболист, защитник. Выступал за английские клубы «Арсенал», «Уотфорд», «Вулверхэмптон Уондерерс» и «Грейвзенд энд Нортфлит». Также провёл шесть матчей за национальную сборную Англии.

## Клубная карьера
Уроженец Мексборо (Уэст-Райдинг-оф-Йоркшир), Смит начал футбольную карьеру в любительском клубе «Йоркшир Тар Дистиллерс», а в 1939 году стал игроком лондонского клуба «Арсенал». Однако вскоре началась война, и все официальные турниры в Англии были отменены. В военное время Смит проходил службу в Корпусе королевских инженеров в качестве сапёра. Также играл за «Арсенал» в военных турнирах (17 матчей). После возобновления официальных соревнований продолжил выступать за «канониров». В сезоне 1947/48 «Арсенал» стал чемпионом Англии, но Смит провёл в том сезоне только 1 матч (1 мая 1948 года против «Гримсби Таун»). Уже в следующем сезоне стал регулярным игроком основного состава. В сезоне 1951/52 помог «канонирам» выйти в финал Кубка Англии, где «Арсенал» проиграл клубу «Ньюкасл Юнайтед». В сезоне 1952/53 Смит стал чемпионом Англии, сыграв 28 матчей в рамках Первого дивизиона. Всего провёл за «канониров» 181 матч, голов не забил.
В июне 1954 года перешёл в «Уотфорд». В сезоне 1954/55 провёл за команду 7 матчей в Третьем южном дивизионе Футбольной лиги.
В мае 1955 года стал играющим тренером клуба «Грейвзенд энд Нортфлит», выступавшего в Южной футбольной лиге. В сезоне 1957/58 под его руководством команда выиграла Южную лигу. В апреле 1960 года Смит покинул команду и завершил футбольную и тренерскую карьеры.

## Карьера в сборной
15 ноября 1950 года дебютировал за национальную сборную Англии в матче Домашнего чемпионата против сборной Уэльса.
Всего провёл за сборную 6 матчей с 1950 по 1953 год.

### Список матчей за сборную Англии
| № | Дата            | Стадион                  | Соперник          | Результат | Турнир                     |
| - | --------------- | ------------------------ | ----------------- | --------- | -------------------------- |
| 1 | 15 ноября 1950  | «Рокер Парк», Сандерленд | Уэльс             | 4:2       | Домашний чемпионат 1950/51 |
| 2 | 20 октября 1951 | «Ниниан Парк», Кардифф   | Уэльс             | 1:1       | Домашний чемпионат 1951/52 |
| 3 | 14 ноября 1951  | «Вилла Парк», Бирмингем  | Северная Ирландия | 2:0       | Домашний чемпионат 1951/52 |
| 4 | 12 ноября 1952  | «Уэмбли», Лондон         | Уэльс             | 5:2       | Домашний чемпионат 1952/53 |
| 5 | 26 ноября 1952  | «Уэмбли», Лондон         | Бельгия           | 5:0       | Товарищеский матч          |
| 6 | 18 апреля 1953  | «Уэмбли», Лондон         | Шотландия         | 2:2       | Домашний чемпионат 1952/53 |

Итого: 6 матчей / 0 голов; 4 победы, 2 ничьи, 0 поражений

## Достижения
«Арсенал»
- Чемпион Англии: 1947/48 (1 матч), 1952/53
- Обладатель Суперкубка Англии: 1948

«Грейвзенд энд Нортфлит»
- Чемпион Южной футбольной лиги: 1957/58

Сборная Англии
- Победитель Домашнего чемпионата: 1951/1952, 1952/1953 (разделённые победы)